# Когерман, Пауль
Па́уль Никола́й Ко́герман (эст. Paul Nikolai Kogerman; 5 декабря 1891, Ревель — 27 июля 1951, Таллин) — эстонский химик и основоположник современных исследований горючего сланца.

## Биография
Родился в семье рабочего газовой фабрики, бывшего моряка. С 1901 по 1908 год посещает школу в родном городе, после окончания школы зарабатывает на жизнь преподаванием в окрестностях города. В 1913 году экстерном заканчивает Александровскую гимназию. С 1913 по 1918 годы учится в Тартуском университете на химическом факультете. В эстонской освободительной войне сражается в подразделении, сформированном из учителей Таллина. В 1919—1920 годах, благодаря государственной стипендии, учится в Имперском колледже Лондона. В мае 1921 года получает квалификацию химика-технолога в Лондонском университете, а в 1922 году — степень мастера наук.

## Карьера
С 1921 по 1936 год Когерман работал в Тартуском университете. После защиты кандидатской диссертации, посвящённой термическому распаду горючих сланцев, в 1922 году, он стал доцентом органической химии. В 1925 году вместе с Михаэлем Виттлихом основал лабораторию по изучению горючих сланцев, в том же году стал профессором. В 1926 и 1933 годах Когерман — приглашённый лектор в Швейцарской высшей технической школе Цюриха, а в 1927—1928 годах — в Гарварде. В 1934 году в Цюрихе проходит защита его докторской диссертации на тему реакций объединения и полимеризации диенов с изолированной двойной связью.
С 1936 по 1941 год Когерман — профессор органической химии в Таллинском техническом университете, а с 1936 по 1939 — его ректор.
В 1938 году стал одним из первых 12 академиков, назначенных во вновь созданную Академию наук Эстонии, а в 1946 — переизбран (единственный из прежнего состава) после того, как академия стала Академией наук Эстонской ССР. Когерман был председателем Эстонского общества естествоиспытателей в 1929—1936 годах.
В 1938—1939 Когерман был ex officio членом Национального Совета (эст. Riiginõukogu). С октября 1939 года и вплоть до советизации Эстонии 21 июня 1940 года занимал пост Министра народного образования.
В 1941 году Когерман со своей семьей был депортирован в лагерь для заключённых в Свердловской области, в 1945 — досрочно освобождён и вернулся в Эстонию. С 1945 по 1951 год занимает должность заместителя кафедры органической химии в Таллинском техническом университете. С 1947 по 1950 также находится в должности директора Химического института Академии наук.

## Награды
В 1927 Когерман был награждён орденом Почётного легиона, а в 1938 — орденом Белой звезды второго класса. В 2006 учреждена академическая стипендия его имени, которой награждаются успешные студенты двух факультетов Таллинского технического университета.
Вошёл в составленный в 1999 году по результатам письменного и онлайн-голосования список 100 великих деятелей Эстонии XX века.

## Публикации
- Kogerman, Paul N. The Chemical Composition of the Esthonian M.-Ordovician Oil-bearing Mineral "kukersite" (англ.). — University of Tartu, 1922. — P. 25.
- Kogerman, P. N. The present status of the oil-shale industry in Estonia (англ.) // Journal of the Institution of Petroleum Technologists : journal. — Лондон: Institute of Petroleum, 1925. — Vol. 11, no. 50. — P. 16. — ISSN 0368-2722.
- Kogerman, Paul N. The Oil-shale Industry of Estonia (неопр.). — Estonian ministry of trade and industry, 1927. — С. 40.
- Kogerman, Paul N.; Kranig, J. Physical Constants of Some Alkyl Carbonates (англ.). — 1927. — P. 11.
- Kogerman, Paul N. The Chemical Nature of Estonian Oil-shale: The Origin of Oil-shales (англ.). — Mattiesen, 1927. — P. 17.
- Kogerman, Paul N.; Kõll, A. Physical Properties of Estonian Shale Oils (англ.). — Oil shale research laboratory of the University of Tartu, 1930. — P. 19.
- Kogerman, Paul N. On the Chemistry of the Estonian Oil Shale Kukersite (англ.). — Oil shale research laboratory of the University of Tartu, 1931. — P. 85.
- Kogerman, Paul N.; Kopvillem, J. Hydrogenation of Estonian Oil Shale and Shale Oil (англ.). — Oil shale research laboratory of the University of Tartu, 1932. — P. 13.
- Kogerman, Paul N. Desulphurisation of Estonian Shale Oil (неопр.). — Oil shale research laboratory of the University of Tartu, 1932. — С. 14.
- Kogerman, Paul N. The Occurrence, Nature and Origin of Asphaltites in Limestone and Oil Shale Deposits in Estonia (англ.). — Oil shale research laboratory of the University of Tartu, 1933. — P. 8.
- Kogerman, Paul N. Report on the Distillation of Estonian Oil-shales in the Pilot Plant of the K.T.O Patents Ltd. at Vanamõisa, Estonia (англ.). — 1937.
- Kogerman, Paul N. Shale Kerogen as a High-molecular-weight Substance and the Origin of Shales (англ.). — Associated Technical Services, 1957.